# Emdeni lúd
Az emdeni lúd a házi lúd (Anser anser domestica) egyik közismert változata; az egyik legrégibb lúd kultúrfajta. Általánosan használt nevét Emden városról kapta, de időnként brémai lúdnak is nevezik.

## Elterjedése
Sokáig főleg Frízföld keleti részén és Angliában tenyésztették. Az angol gyarmatosítók a világ számos részére betelepítették.

## Története
Az Emden vidékén élt, különlegesen nagy testű nyári lúd (Anser anser) és a toulouse-i lúd keresztezésével tenyésztették ki. Ezután sikerrel használták több más, elsősorban étkezési célra tenyésztett változat, így a magyar lúd és a pomerániai lúd minőségének javítására.
Az angol tenyésztők némileg megváltoztatták eredetileg ívelt nyakú, a hattyúra emlékeztető megjelenését (alkatának emiatt a sajátossága miatt a néphiedelem szerint a házi lúd és a hattyú keresztezésével jött létre).

## Tulajdonságai
Teste nagy, a tolla fehér. Haslebenye kettős, mint a toulouse-i lúdé, de nem olyan nagy, hogy megnehezítse járását és a legelést. A gúnár hizlalt testtömege 10–15 kg (öregen 8–10 kg), a tojóé 10–12 kg. A háta hosszú, széles és lapos, lábszára sötét narancssárga.
A szeme nyílt, írisze világoskék. Csőre középhosszú, széles, a töve erős, sötét hússzínű.
Hófehér tollazata tömött, puha, sok pehellyel. A frissen kelt libák pelyhe szürke és első tollazatuk is olyan szürkés, mint a hattyúé. A gúnárok vagy fehéren kelnek ki a tojásból, vagy gyorsan megfehérednek, a nőstények tolla azonban csak a második őszi vedléstől fehér.

## Életmódja
Gyorsan fejlődik: 10–12 hét alatt felnő. Az első évben alig tojik, és a tojások csak a második évtől alkalmasak a költésre. A harmadik-negyedik évben decembertől áprilisig átlag 50-et tojik. Jól költ.

## Felhasználása
Hús-, zsír- és tolltermelésre is kiváló. Mája középnagy.